# Yangon (fleuve)
Le Yangon est un fleuve de Birmanie formé par la confluence de la Bago et de la Myitmaka. Son estuaire commence à Yangon et se termine dans le golfe de Martaban.

## Traduction
- (ru) Cet article est partiellement ou en totalité issu de l’article de Wikipédia en russe intitulé « Янгон (река) » (voir la liste des auteurs).